# Fänestad
Fänestad is een plaats in de gemeente Värnamo in het landschap Småland en de provincie Jönköpings län in Zweden. De plaats heeft 54 inwoners (2005) en een oppervlakte van 13 hectare. Fänestad wordt omringd door zowel landbouwgrond als bos, maar iets ten westen van de plaats ligt ook een vrij groot moerasgebied, ook stroomt de rivier de Storån iets ten oosten van Fänestad. De stad Värnamo ligt zo'n vijftien kilometer ten oosten van het dorp.